# Gersfeld (Rhön)
Gersfeld (Rhön) – miasto uzdrowiskowe w Niemczech, w kraju związkowym Hesja, w rejencji Kassel, w powiecie Fulda.